# Titularbistum Tamazuca
Tamazuca war eine antike Stadt in der römischen Provinz Mauretania Caesariensis im heutigen nördlichen Algerien.
Tamazuca ist ein ehemaliges Bistum der römisch-katholischen Kirche und heute ein Titularbistum. 
| Titularbischöfe von Tamazuca |                        |                                    |                   |                  |
| Nr.                          | Name                   | Amt                                | von               | bis              |
| 1                            | John Bernard McDowell  | Weihbischof in Pittsburgh (USA)    | 19. Juli 1966     | 25. Februar 2010 |
| 2                            | Peter Chung Soon-taek  | Weihbischof in Seoul (Südkorea)    | 30. Dezember 2013 | 28. Oktober 2021 |
| 3                            | Subroto Boniface Gomes | Weihbischof in Dhaka (Bangladesch) | 15. Februar 2024  |                  |